# 存在主義神學
存在主義神學（Existential theology），又稱基督教存在主義（Christian existentialism），是基督教神學的分派之一。

## 概述
存在主義神學有表現兩種型態，第一種表現在強調形而上學（或稱為本體論）的學說，該學說主張：上帝是落在現象世界以外的位格，並且人類的認知能力僅僅止於存在著的這個現象世界，換言之，上帝是人類不可能認識的對象──祂永遠不會成為人類認識活動的客體。這宇宙若有一位造物主，祂就必定會是一位「永遠的主體」，倘若上帝與受造物並存於這個世界並且淪為人類觀察的對象，那麼這一位就必然不是上帝。這一種存在主義神學有它明顯的古希臘哲學淵源，尤其是新柏拉圖主義透過奧古斯都影響基督教而完成的教父時期神學。
第二種存在主義神學的表現在於強調我們應該同情「生而為人」這種無可施為之處境上。簡單說這就是經克尔凯郭尔與尼采再提出以後影響歐洲哲學的存在主義之精神內容。
二十世紀的六十年代以前，在西方的存在主義者始終可以分為有神論與無神論的兩個陣營（後者比如萨特），這兩個陣營都大量使用一些相同語意的術語，他們共同描述了人生是不能被證明有什麼永恆價值的、人生是不可能自行脫困的、是荒謬的、被拋棄的一場災難（奧特嘉所言）。
這一些無神論的存在主義者，以卡繆為一個極端突出的方式表達出他們的心志──他們決定接受現象世界中沒有上帝存在的這個事實，選擇做一個誠實而孤獨的人，而不是陷入不知道究竟是人創造了造物主或反之的循環論證當中。存在主義者對虛無（Nothingness）根源的判斷便是兩派論者的差異所在，有神論的存在主義者延用了全部無神論存在主義者的說法，並提出結論說：正是因為人類離開了他們的造物主，所以才會陷入這種莫名的虛無感當中，人生的價值也因此只有在與造物主的聯合當中才能體現出來。
雖然這些有神論的存在主義者基調都是從人離開造物主以後的虛無感出發，論述人要如何得到救贖、找回完整的自己或是達到一種精神的升華──但除此之外，他們的神學內容也就此南轅北轍、分道揚鑣了。存在主義神學家幾乎多是基要真理的反對者，而他們也沒有成為一個嚴謹的論述集團、提出過什麼縝密的體系來。存在主義神學家對「原罪」、「教儀」跟「是否整本《聖經》都是由聖靈所啟示的?」等等的問題往往表現出很大的彈性，可以說他們只特別關心在神义论這一系列的問題上──甚至在這一個重要的問題上也因為有本體論的這把保護傘而顯得相當滑頭，存在主義神學也因此是個不容易界定其內涵的學說。另外，基於存在主義本質上是一種對人類處境的關懷，換言之，它的內容也與人文主義多所重複，故而在探討神學時使用人文主義視野的神學家也會被看做是本派論者。這點不可不細察。

## 存在主義神學家
- 祈克果 - 或譯克爾凱郭爾，經常被認為是啟蒙以及第一位重要的存在主義者，其終生都保持對上帝的信仰。
- 保羅·田立克 - 存在主義神學的代表人物，紐約協和神學院教授。
- 布爾特曼 - 主要被認為是一位詮釋神學家，與田立克同為新正統神學代表人物。
- 馬丁·布伯

## 外部連結
- 麥奎利：存在主義神學 -- 海德格爾與布爾特曼之比較[永久]